# Edmund Selous
Edmund Selous (* 14. August 1857 in Regent’s Park, London; † 25. März 1934 in Weymouth, Dorset) war ein britischer Ornithologe und Autor.

## Leben
Selous war der jüngere Sohn von zwei überlebenden Söhnen und drei Töchtern von Frederick Lokes Slous (oder Selous) und seiner dritten Frau Ann Holgate Sherborn. Sein Vater war Börsenmakler. Er war der Bruder von Frederick Courteney Selous, dem Großwildjäger und Afrikaforscher, und der Neffe des Künstlers Henry Courtney Selous und des Dramatikers Angiolo Robson Slous. Nach einer privaten Schulausbildung schrieb sich Selous 1877 im Pembroke College in Cambridge ein, das er ohne Abschluss verließ. 1878 wurde er in die Anwaltskammer Middle Temple aufgenommen und 1881 als Anwalt zugelassen. Nach Reisen ins südliche Afrika und nach Indien war er kurzzeitig als Anwalt tätig. Daneben studierte er Naturgeschichte und Literatur (Französisch, Deutsch und Spanisch, die er alle in den Originalsprachen las, sowie Englisch). Im Jahr 1886 heiratete er Fanny Maxwell, die Tochter des Verlegers John Maxwell und seiner Frau, der Schriftstellerin Mary Elizabeth Braddon. Aus dieser Ehe gingen Zwillingstöchter und der Sohn Gerald Holgate Selous hervor, der Diplomat und Arabist wurde. Im Jahr 1888 zogen sie nach Wiesbaden, Deutsches Kaiserreich, und 1889 nach Mildenhall in Suffolk. In den 1920er Jahren zogen sie in das Dorf Wyke Regis in Dorset, wo sie in Wyke Castle lebten.
Selous begann als konventioneller Naturforscher, entwickelte aber bald eine Abneigung gegen das Töten von Tieren (insbesondere Vögel) für wissenschaftliche Studien und war ein Pionier der Vogelbeobachtung als wissenschaftliche Studienmethode. 1901 erklärte er in seinem Buch Bird Watching:

„Was mich selbst betrifft, so muss ich gestehen, dass ich einst zu dieser großen, armseligen Armee von Mördern gehörte, obwohl ich glücklicherweise ein schlechter Schütze, ein höchst ermüdender Sammler und ein armer, halbherziger Stümper im Allgemeinen war. Aber jetzt, wo ich die Vögel genau beobachtet habe, erscheint mir das Töten von Vögeln als etwas Ungeheuerliches und Schreckliches; und für jeden, den ich geschossen oder auch nur angeschossen und verfehlt habe, verabscheue ich mich mit wachsendem Hass. […] Wer ein Auge und ein Hirn hat (vor allem aber das letztere), der lege das Gewehr nieder und nehme die Brille für eine Woche, einen Tag, wenn er Glück hat, sogar für eine Stunde, und er wird nie wieder zurückkehren wollen. Bald wird er das Töten von Vögeln nicht nur als brutal, sondern auch als furchtbar albern ansehen, und sein Gewehr und seine Patronen, die ihm einst so lieb waren, werden für ihn in Zukunft so sein wie das Spielzeug der Kindheit für den Erwachsenen.“

Mit seiner Haltung und seinem Engagement zog sich Selous die Feindschaft einiger wichtiger Persönlichkeiten des damaligen ornithologischen Establishments zu. 1898 begann er mit der detaillierten Beobachtung des Verhaltens wildlebender Vögel vor Ort. Seine Notizen gipfelten in einer Vielzahl von Büchern, in denen er als Erster die Begriffe bird-watcher und bird-watching in den Sprachgebrauch einführte, darunter Bird Watching (1901), The Bird Watcher in the Shetlands (1905), Bird Life Glimpses (1905), Realities of Bird Life (1927), Thought-Transference-or what?-in Birds (1931), Evolution of Habit in Birds (1933) sowie zahlreiche Aufsätze (meist in der Londoner Wochenzeitung Saturday Review), mehrere populärwissenschaftliche Bücher sowie Kinderbücher.
Selous machte seine Vogelbeobachtungstouren im Vereinigten Königreich und im Ausland, wo er zumeist zu Fuß oder mit dem Fahrrad unterwegs war. Er besuchte auch die Shetlands, Schweden, die Niederlande und Island. Er war ein versierter Zeichner und fertigte eine Reihe von bedeutenden Vogelstudien an. 
Selous vertrat auch die darwinistische Idee der sexuellen Selektion, wiederum gegen den Strom der vorherrschenden wissenschaftlichen Meinung. Er erbrachte den Nachweis für die Weibchenwahl bei zwei Arten (dem Kampfläufer und dem Birkhuhn), bei denen die Partnerwahl gemeinschaftlich erfolgt, und erntete damit später die Zustimmung des bedeutenden Genetikers Sir Ronald Aylmer Fisher. Selous setzte sich auch mit dem Problem der koordinierten Flugmanöver von Vogelschwärmen auseinander und suchte die Erklärung in einer Form der Telepathie. Selous widmete sich nahezu bis zu seinem Lebensende der Vogelbeobachtung und dem Schreiben.

## Schriften

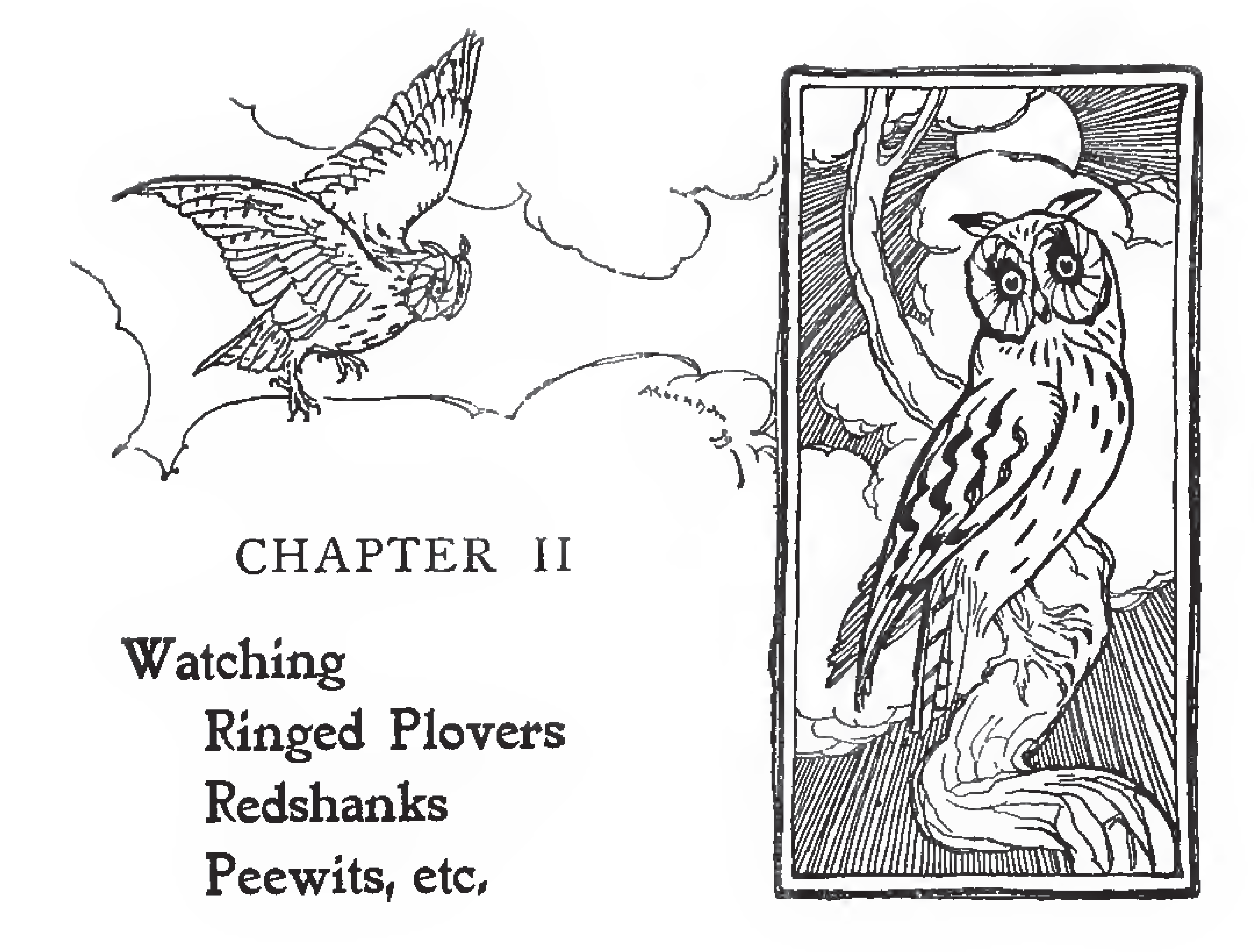
Illustration von Joseph Smit aus dem Buch Bird Watching

- Edmund Selous: Tommy Smith’s Animals. Methuen Publishing, London 1899 (archive.org).
- Edmund Selous: Beautiful Birds. Dent, London 1901 (archive.org).
- Edmund Selous: Bird Watching. Dent, London 1901 (archive.org).
- Edmund Selous: Bird Life Glimpses. George Allen, 1905 (archive.org). (Illustrationen von George Edward Lodge)
- Edmund Selous: The Bird Watcher in the Shetlands. With some notes on seals – and digressions. Dent, London 1905 (archive.org).
- Edmund Selous: The Romance of the Animal World – Interesting Descriptions of the Strange and Curious in the Natural History. Seeley & Co, London 1905 (archive.org).
- Edmund Selous: The Romance of Insect Life – Interesting Descriptions of the Strange and Curious in the Insect World. Seeley & Co, London 1906.
- Edmund Selous: Tommy Smith’s Other Animals. Methuen Publishing, London 1906.
- Edmund Selous: Jacks’s Insects. Methuen Publishing, London 1910.
- Edmund Selous: The Zoo Conversation Book. Mills & Boon, London 1911.
- Edmund Selous: The Zoo Conversation Book: Hughie’s Second Visit. Mills & Boon, London 1912.
- Edmund Selous: The Wonders of the Insect World. Seeley, Service, London 1914.
- Edmund Selous: The Wonders of Animal Life. Seeley, Service, London 1916.
- Edmund Selous: Tommy Smith at the Zoo. Methuen Publishing, London 1919.
- Edmund Selous: Jacks’s Other Insects. Methuen Publishing, London 1920.
- Edmund Selous: The Wonders of Animal Life. Seeley, Service, London 1921.
- Edmund Selous: Tommy Smith’s Birds. Methuen Publishing, London 1922.
- Edmund Selous: Realities of Bird Life. Being extracts from the diaries of a life-loving naturalist. Constable & Co, London 1927.
- Edmund Selous: Thought-transference (or what?) in birds. Constable & Co, London 1931.
- Edmund Selous: Evolution of Habit in Birds. Constable & Co, London 1933.